# Kroatische Badmintonmeisterschaft 2019
Die Kroatische Badmintonmeisterschaft 2019 fand vom 2. bis zum 3. Februar 2019 in Zagreb statt.

## Medaillengewinner
| Disziplin    | Gold                                | Silber                      | Bronze                        |
| ------------ | ----------------------------------- | --------------------------- | ----------------------------- |
| Herreneinzel | Zvonimir Đurkinjak                  | Luka Ban                    | Filip Jagar                   |
| Herreneinzel | Zvonimir Đurkinjak                  | Luka Ban                    | Josip Uglešić                 |
| Dameneinzel  | Matea Čiča                          | Maja Pavlinić               | Mia Čerjan                    |
| Dameneinzel  | Matea Čiča                          | Maja Pavlinić               | Dora Drvodelić                |
| Herrendoppel | Igor Čimbur Zvonimir Hölbling       | Luka Ban Josip Meglić       | Luka Grubić Borna Vadlja      |
| Herrendoppel | Igor Čimbur Zvonimir Hölbling       | Luka Ban Josip Meglić       | Matija Hranilović Luka Vlahek |
| Damendoppel  | Katarina Galenić Maja Pavlinić      | Matea Čiča Staša Poznanović | Dora Dragčević Dora Drvodelić |
| Damendoppel  | Katarina Galenić Maja Pavlinić      | Matea Čiča Staša Poznanović | Emilija Talan Ela Trstenjak   |
| Mixed        | Zvonimir Đurkinjak Katarina Galenić | Igor Čimbur Dora Drvodelić  | Zvonimir Hölbling Matea Čiča  |
| Mixed        | Zvonimir Đurkinjak Katarina Galenić | Igor Čimbur Dora Drvodelić  | Dominik Doko Dora Dragčević   |